# Agmatina N4-cumaroiltransferasi
La agmatina N4-cumaroiltransferasi è un enzima appartenente alla classe delle transferasi, che catalizza la seguente reazione:
4-cumaroil-CoA + agmatina ⇄ CoA + N-(4-guanidinobutil)-4-idrossicinnamammide